# Isla Fresia (région d'Aysén)
Pour les articles homonymes, voir Isla Fresia (Chili).
Isla Fresia est une île du Chili. Elle est située dans la région d'Aysén, dans la partie sud du pays, à 1 200 km au sud de la capitale Santiago du Chili.
Le climat de la région est tempéré. La température moyenne annuelle dans la région est de 6° C. Le mois le plus chaud est février, lorsque la température moyenne est de 10° C, et le plus froid est mai, avec 2° C. Les précipitations annuelles moyennes sont de 2565 millimètres. Le mois le plus humide est août, avec une moyenne de 305 mm de précipitations, et le plus sec est mars, avec 125 mm de précipitations.